# Арменски коняк
Арменски коняк е обобщаващо име на разни марки бренди, произвеждано в Армения.
По времето на съществуването на СССР арменските коняци получават широка известност и редица награди. Напитката е традиционна, приготвена е от местен спирт, получен от специфични сортове грозде, отглеждано на територията на Армения и Нагорни Карабах и се бутилира в Армения.
Във връзка с ограничението за наименованието „коняк“ арменското правителство въвежда новото наименование „арбун“ за тази напитка, докато „бренди“ се запазва за алкохолната напитка, изготвена със смес от вносен и местен спирт.
Повечето известни марки арменски коняк („Арарат“, „Ани“, „Ахтамар“, „Наири“) днес се произвеждат от компанията Pernod Ricard Armenia, подразделение на френския концерн Перно Рикар.